# María Cristina Kronfle
María Cristina Kronfle Gómez (Guayaquil, 22 de noviembre de 1985) es una abogada y política ecuatoriana.

## Biografía
Es hija de Víctor Kronfle Cabrera y María Cristina Gómez.
Desde los 18 años, impulsó el voto asistido para personas con discapacidad en la ciudad de Guayaquil, empezando por escribir cartas de opinión a diarios de circulación nacional, las cuales despertaron el interés de otras personas vinculadas al tema, y siguiendo por medio de campañas para la visibilización de este sector social. Las cartas y la campaña lograron que el entonces Tribunal Supremo Electoral de Ecuador dispusiera a los miembros de las Juntas Receptoras del Voto a asistir a los ciudadanos para ejercer su derecho al voto en recintos donde la movilidad es nula para personas con discapacidad física.
Empezó su vida política como candidata a concejal de Guayaquil por la desaparecida RED de Martha Roldos en el 2006. Posteriormente fue parte de la Asamblea Constituyente de 2007 por el Partido Social Cristiano, donde fue la asambleísta más joven, con veinte años de edad. Habiendo nacido con una discapacidad física que le impide caminar, promovió durante la Constituyente artículos que garantizaran los derechos de las personas discapacitadas.
En las elecciones legislativas de 2009, fue elegida asambleísta en representación de Guayas por la alianza entre el Partido Social Cristiano y el Movimiento Cívico Madera de Guerrero. En la Asamblea fue nombrada por unanimidad como presidenta de la Comisión Ocasional para las Personas con Discapacidad. Fue impulsora de la Ley Orgánica de Discapacidades, aprobada en la Asamblea por unanimidad en junio de 2012.
En las elecciones legislativas de 2013 fue reelegida como asambleísta de Guayas.